# Power Macintosh 6100
A Power Macintosh 6100 számítógépet az Apple gyártotta és forgalmazta 1994. március 14. és 1995. január 3. között. A Power Macintosh 6100 a Power Macintosh számítógép-családba tartozott. A Power Macintosht szokás Power Mac-ként vagy PM-ként említeni szóban és írásban, az Apple hivatalosan az első G4-es Power Macnél használta a Power Mac megnevezést. A fejlesztés során a gép kódneve PDM, azaz a Piltdowni ember volt.
A PM 6100 egyike volt az elsőként bemutatott három Power Macintosh számítógépnek, ez volt a belépő szintű modell. Két társához hasonlóan – Power Macintosh 7100 és 8100 – a PowerPC 601 hajtotta ezt a gépet is, ez volt az új PowerPC processzor család Apple-premierje. Az alap modellt 2209 dollárért árusították. Az alacsony pizzadoboz házat a Quadra 610 és 660AV modellektől örökölte.
A fogyasztói piacra szánt PM 6100-ast átkeresztelték Macintosh Performára, a 6110–6118-as modellszámokkal. A számok a géphez adott eltérő szoftver-csomagokat azonosítják. A Performák egy részéhez a csomagban Apple Multiple Scan 15 kijelző és AppleDesign billentyűzet is társult. A szerverpiac számára az Apple Workgroup Server 6150 néven kínálták a gépet megfelelő szoftver-csomaggal.
A MacWorld a 6100/60-ról szóló áttekintésében megjegyezte, hogy „az Apple nemcsak hogy végre visszaszerezte azt a teljesítménybeli előnyt, amelyet körülbelül nyolc évvel ezelőtt elveszített, amikor az Intel 80386-os CPU-ját használó PC-k megjelentek, hanem messze előrelépett.“  A 680x0-s szoftver teljesítménye lassabb az emuláció miatt, de a MacWorld benchmarkjai észrevehetően gyorsabb CPU-, lemez-, videó- és lebegőpontos teljesítményt mutattak, mint a helyettesített Quadra 610. 1995 januárjáig az Apple 1 millió Power Macintosh rendszert adott el.
A 60 MHz-es modelleket 1995 januárjában 60 MHz-esre frissítették. Az Apple kiadott egy PC-kompatibilis modellt is Power Macintosh 6100 DOS Compatible néven. Ez a verzió PDS-kompatibilis kártyával érkezett Intel 80486 DX2/66 processzorral (L2 cache nélkül) és egyetlen SIMM RAM-nyílással, amely ugyanazt a típusú RAM-ot használja, mint a 6100. A kártya akár 32 MB RAM-ot, a Creative Technology Vibra 16 hanglapkakészletet, valamint szabványos PC VGA és joystick portokat is tartalmazott. Ezzel a kártyával a 6100 képes a Mac OS felület és a DOS/Windows 3.1 egymás melletti futtatására, akár különböző monitorokon is.
Figyelemre méltó volt az új indítási és a „sad Mac“  hang. Az új indítási hang Stanley Jordan jazzgitáros gitárakkordja lett. Amikor hardverhiba történt az indításkor, egy autó ütközés és üveg törésének hangja volt hallható.
Ezt és a többi NuBus-alapú Power Macintosh modellt (7100, 8100 és Workgroup Server 9150) az 1995-ben kiadott Power Macintosh PCI sorozat váltotta fel, a 6100 DOS kompatibilis gép gyártása 1996-ig folytatódott. Ekkorra az Apple kiadta a 100 MHz-es Pentium processzorral felszerelt „PC Personality Card“-ot, amely az újabb Power Mac gépek PCI foglalatába csatlakozott.

## Power Macintosh 6100 modellek

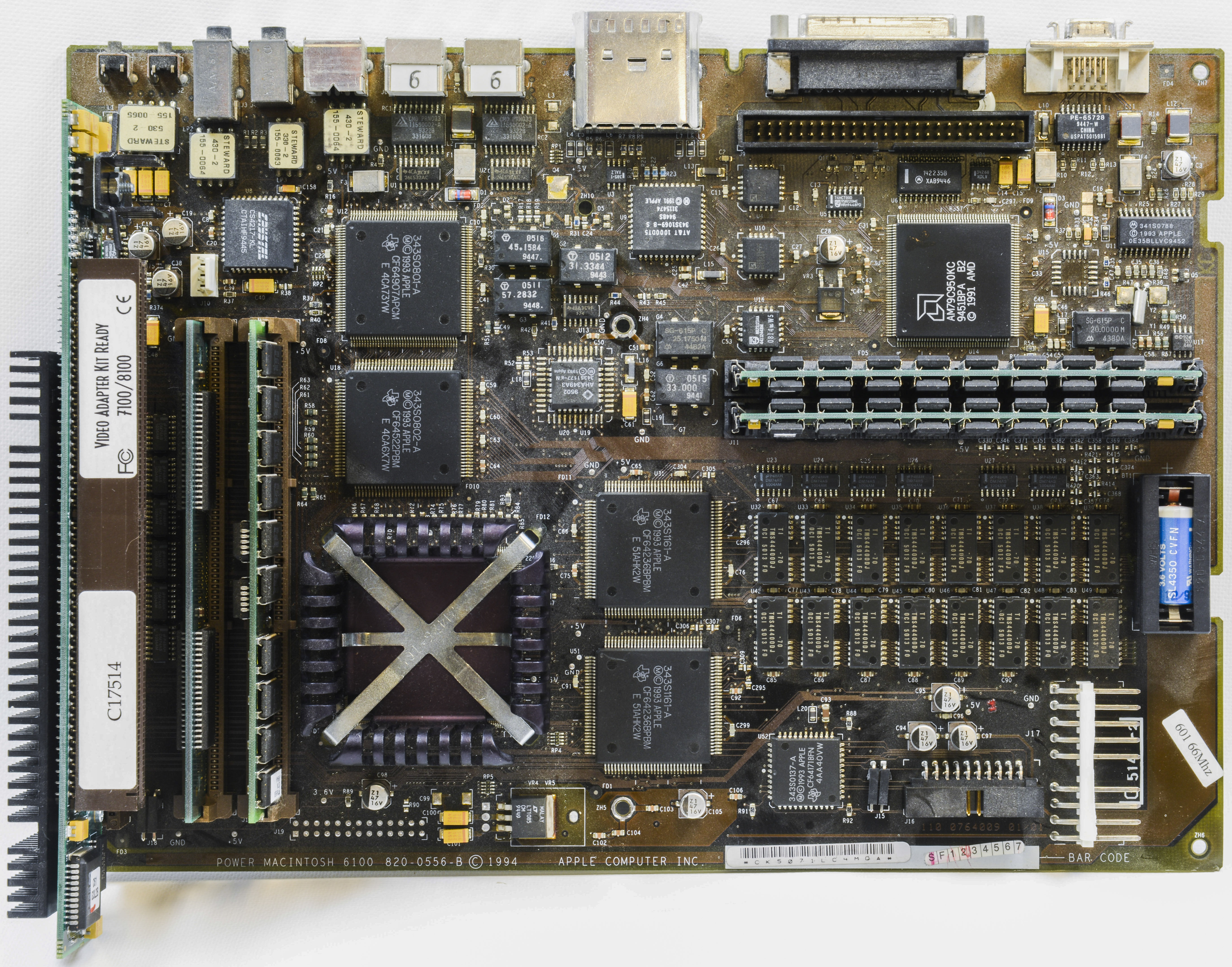
A Power Macintosh 6100/66 alaplaja

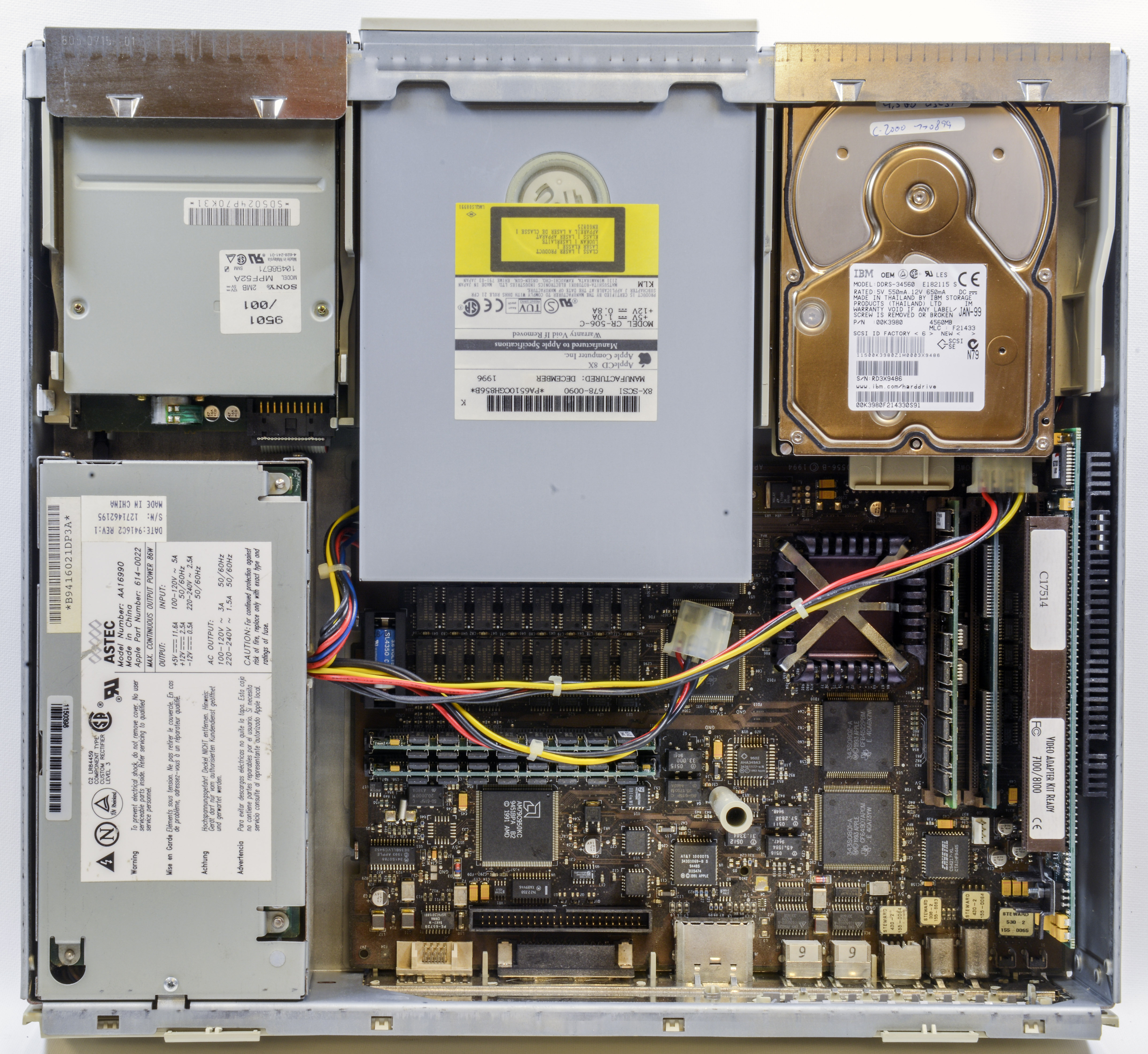
Power Macintosh 6100/66 oldalnézet

Az eredeti Power Macintosh 6100 a 60 MHz-es PowerPC 601 processzoron alapult. Az alapmodellel egyszerre jelent meg az AV jelzésű változat. Az AV a hang– és képszerkesztésre kihegyezettséget jelezte. A gép PDS slotjába tett kártyán kompozit és S-video bemenetet/kimenetet, 48 KHz-es 16 bites DAT-felbontású hang kimenet volt. Az AV dupla sebességű CD-ROM-ot is kapott.
A 6100/60-on alapuló Performa modellek sorozatát 1994 októberében szállították le, a gépeket szokás „Performa 6100 sorozat“-ként említeni. Minden Performához egy Apple Multiple Scan 15 kijelző, AppleDesign billentyűzet tartozott. A gépekre számos szoftvert előtelepítettek, így a Quicken-t, a MacLinkPlus-t, az American Heritage Dictionary és az Apple eWorld online szolgáltatását. Az összes Performához mellékelt CD-ROM tartalmazta az Electronic Arts 3D World Atlaszát és különféle gyerekeknek szánt szoftvereket. A Performák csak a merevlemez-méretükben és abban különböztek, hogy a két szoftvercsomag közül melyiket tartalmazták:
1. szoftvercsomag: ClarisWorks,[21] ClipArt-gyűjtemények, valamint a Now Software legújabb és elérhetőségei.
2. szoftvercsomag: Microsoft Works, Mavis Beacon gépelést tanít, Kid Works, Thinkin' Things, The Writing Center, Fractal Dabbler, Spaceway 2000, San Diego Zoo Presents... the Animals!, Wacky Jacks CD Gameshow.

- 1994. március 14. Power Macintosh 6100/60
- 1994. március 14. Power Macintosh 6100/60AV
- 1994. április 25. Apple Workgroup Server 6150
- 1994. november 1. Macintosh Performa 6110CD, mint a 6100/60, de 250 MB merevlemezzel, 1. szoftvercsomag[22]
- 1994. november 1. Macintosh Performa 6112CD, mint a 6100/60, de 250 MB merevlemezzel, 2. szoftvercsomag[22]
- 1994. november 1. Macintosh Performa 6115CD, mint a 6100/60, de 350 MB merevlemezzel, 1. szoftvercsomag[22]
- 1994. november 1. Macintosh Performa 6117CD, mint a 6100/60, de 700 MB merevlemezzel[22]
- 1994. november 1. Macintosh Performa 6118CD, mint a 6100/60, de 500 MB merevlemezzel, 1. és 2. szoftvercsomag[22]
- 1995. január 3. Power Macintosh 6100/66
- 1995. január 3. Power Macintosh 6100/66AV
- 1995. január 3. Power Macintosh 6100/66 DOS kompatibilis
- 1995. április 3. Apple Workgroup Server 6150/66
- 1995. július 17. Macintosh Performa 6116CD, mint a 6100/60, de 350 MB merevlemezzel.

## Power Macintosh 6100 technikai leírása
A fekvő házas gép súlya 6,4 kg, magassága 86 mm, szélessége 414 mm és mélysége 396 mm volt. A számítógépet 60 MHz-es PowerPC 601 processzor vezérelte (L1 cache: 32kB, L2 cache: 256k (opc.)), a rendszerbusz 30 MHz-en működött. Az adatokat a 160 MB, 250 MB SCSI belső merevlemezre lehetett elmenteni. Külső adattárolási lehetőséget az 1,44 MB kapacitású hajlékonylemez meghajtó és 2x CD-ROM (opc.) kínált. A gépet System 7.1.2 operációs rendszerrel szállították. Az alaplapra 8 MB memória került. A kettő memória helyre az alapkonfigurációban 8 MB, 16 MB (80 ns) memóriát ültettek, maximálisan 136 MB kezelésére volt képes a gép a gyári specifikáció szerint. A számítógépnek nem volt saját kijelzője. A videó-kimeneten át 640x480 képpont felbontású jelet adott ki. A kép megjelenítést 640k videó-memória támogatta. A gép egy portot – AAUI-15 – kínált Ethernet csatlakozáshoz és nem volt beépített modeme. A gépnek a következő csatlakozói voltak: egy ADB, egy DB-25 SCSI-hoz, két Geoport, és egy mikrofon (Plain Talk). A gép bővíthetőségét szolgálta egy LC PDS bővítőhely. Külső SCSI eszköz (merevlemez) csatlakoztatására is volt lehetőség.

## Technikai adatok táblázatban
A táblázat nem tartalmazza az összes műszaki paramétert. Az egyes modelleknél a bemutatáskor érvényes adatokat soroljuk fel, a későbbi frissítéseket nem. Az adatok az Apple adatlapjáról származnak, a hiányzó adatok – egyes gépeknél a kivezetés időpontja, az összes kijelző adat, üzemóra adat... – az Everymac.com oldalról és a Mactracker alkalmazásból valók.
| Gép nevebemutatva kivezetveoperációs rendszer    | Méretmagasság szélesség mélység súly | Processzorprocesszor @órajel L1 és L2 cacherendszerbusz  | Memóriaalap max. @sebességhely, típus                 | Háttértármerevlemezkülső adathordozó  | Kijelzőmérete felbontása (képpont)           | Grafikavideókártyamemória (max.) VRAM típus | Csatlakozók, bővíthetőségEthernetmodembelső bővítőhelyegyéb |
| ------------------------------------------------ | ------------------------------------ | -------------------------------------------------------- | ----------------------------------------------------- | ------------------------------------- | -------------------------------------------- | ------------------------------------------- | ----------------------------------------------------------- |
| PM 61001994. márc. 14. 1995. jan. 3.System 7.1.2 | 86x414x396 mm 6,4 kg fekvő házas     | PowerPC 601 @60 MHz L1: 32kB L2:256k (opc.)Busz: @30 MHz | 8 MB, 16 MB max: 136 MB @80 nskettő hely, 72-pin SIMM | 160 MB, 250 MB (SCSI)2x CD-ROM (opc.) | nincs kijelző.Videókimenet: 640x480 képpont. | nincs640k / 640k Integrált                  | Ethernet: AAUI-15–egy 601 PDS vagy 7" NuBus                 |

## Power Macintosh számítógépek az időben
| A Power Macintosh számítógépek idővonalon |
| --- |
| |
| A színek kezdete a bemutató időpontja, a forgalmazás több esetben is hónapokkal később kezdődött. Megeshet, hogy egy csík végét kitakarja egy másik csík eleje. Előfordul, hogy a gyártás befejezését követően még egy ideig forgalomban marad a gép adott verziója. A 6100/66 géppel kezdődő sorok az asztali, fekvő Power Macintoshok, a 8100/80 géppel kezdődő sorok az álló Power Macintosok, a kis álló házat szürke csík jelöli. Az 5200/75 LC géppel kezdődő sorok a kijelzővel egybeépített Power Macintoshok. Az Apple adatlapokon nem szereplő adatok forrása az EveryMac. |

## Fordítás
Ez a szócikk részben vagy egészben  a   Power Macintosh 6100 című angol Wikipédia-szócikk ezen változatának fordításán alapul.  Az eredeti cikk szerkesztőit annak laptörténete sorolja fel. Ez a jelzés csupán a megfogalmazás eredetét és a szerzői jogokat jelzi, nem szolgál a cikkben szereplő információk forrásmegjelöléseként.